# Клинець (гора)
Клинець — гора в Києві. Являє собою невеликий пагорб, прилеглий з південного сходу до Замкової гори і відокремлений від неї сідловиною. Виходить на Андріївський узвіз, сходи, що ведуть з узвозу на Замкову гору (починаються між будинками № 20-б і 22-б), фактично ведуть на Клинець. Станом на початок XXI сторіччя Клинець зазвичай сприймається частиною Замкової гори.

## Історія
Згідно з енциклопедичним довідником «Київ» (перше видання — 1981 рік), Клинець — давня назва гори Дитинка. Сучасний київський історик і археолог С. Климовський у своїй книзі 2002 року стверджує, що ця точка зору була запозичена з «Опису Києва» М. Закревського, хоча де-факто Закревський констатував неможливість визначення, яка саме гора мала назву Клинець, вважаючи лише, що це був якійсь відриг (у Закревського дослівно: «ветвь») Старокиївської гори.
У 1897 році профессор Київської духовної академії Миколі Петрову довів, що Клинець — це пагорб прилеглий до Замкової гори з південного сходу. Саме таке розташування Клинця описано у люстрації Київського замку 1552 року. Зокрема у тексті люстрації вказано, що від замку (розташовувався на Замковій горі) до Клинця людина може докинути каменем, що цілком неможливо зробити у випадку ототожнення Клинця з Дитинкою, також і місце розташування Дитинки не співпадає з зазначеним у люстрації. С. Климовський цілком погодився з точкою зору М. Петрова . До аналогичного висновку дійшла й дослідниця Києва Олена Попельницька. Слід зауважити, що Закревський не знав з якою саме горою треба ототожнити Клинець через те, що він відстоював версію, що у давнину Замкова гора і Уздихальниця нібито складали один суцільний масив, якій називали і Уздихальницей, і Замковою горою, при чому з південного боку від Уздихальниці нема ніякої гори (якщо не рахувати Старокиївської, відригом якої власне є Уздихальниця). Виходячи з цієї помилкової версії, Закревський таким чином не миг зрозуміти досить ясних слів з люстрації 1552 року, про гору що прилегла до Замкової з півдня.
На Клинець виходили Драбські ворота Київського замку — одні з двох замкових воріт — інші (Воєводські), виходили на Поділ. Драбські ворота були відокремлені від Клинця ровом, помітним на місцевості і зараз, через рів був перекинутий дерев'яний міст, що мав назву Кривого. Безпосередньо на майданчику перед Драбською брамою було розташовано місце страт («лобне місце»). 1481 року там було страчено керівників антиурядового заколоту князів Михайла Олельковича та Івана Гольшанского, 1630 — ватажків козацького повстання, київського сотник І. Кизима та його сина.

## У першоджерелах і дослідженнях

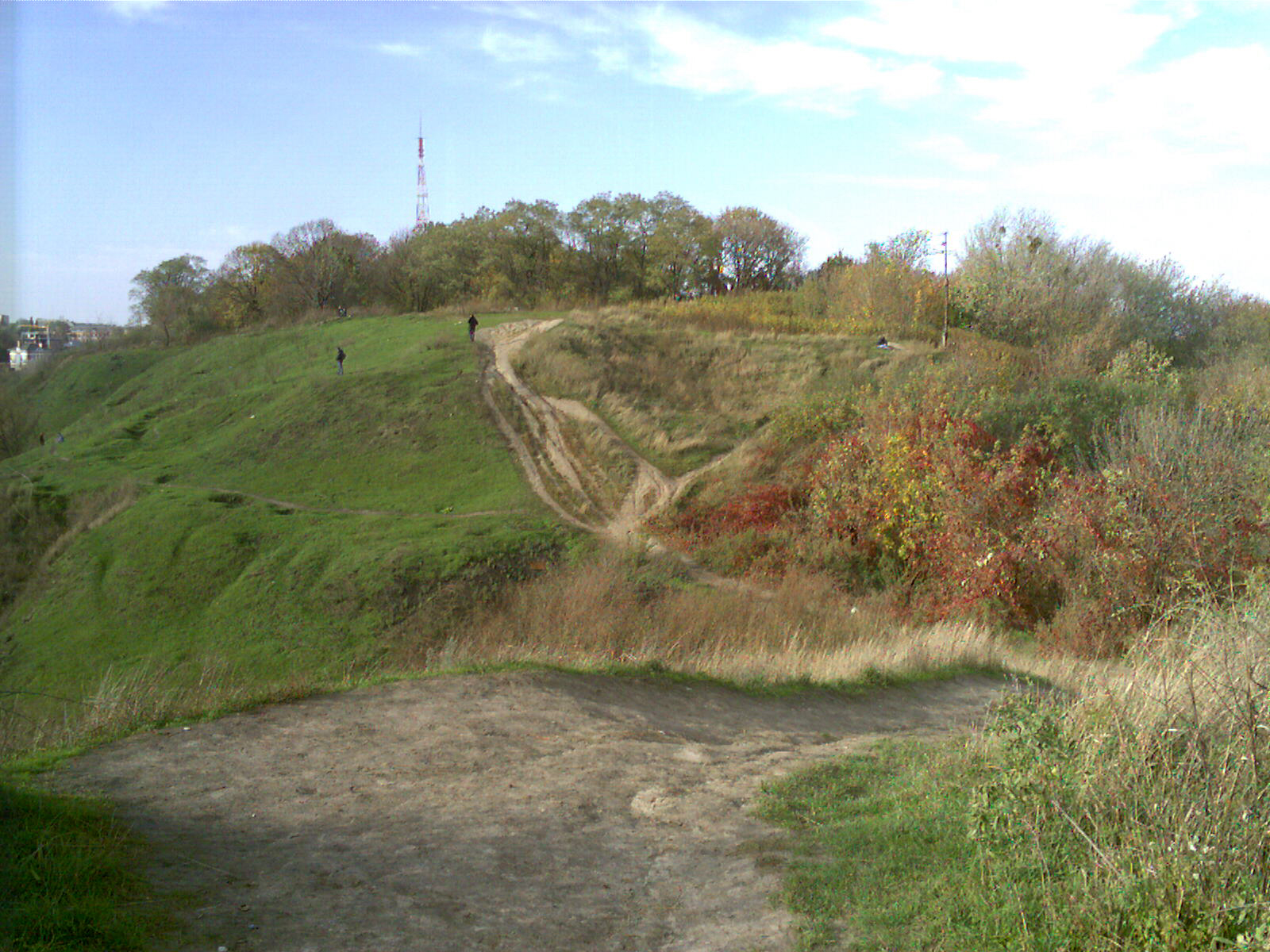
Вид з Клинця на приблизне місце розташування Драбських воріт

Фрагмент люстрації Київського замку 1552 року з описом Клинця:
|  | А з другої сторони, від півдня за Драбською брамою тільки через рів, де може людина каменем з руки докинути, по кінець мосту прилегла гора, на ім’я Клинець, рівна з замковою. |

Фрагмент з «Опису Києва» М. Закревського 1868 р. (мовою оригіналу, сучасна орфографія):
|  | Мы выше видели из Ревизии, что Драбские ворота в Замке вели в Старый Город и находились близ нынешней Андреевской церкви. К полудню (югу) от этой церкви простираются Старокиевские горы и может быть какая нибудь ветвь их к Подолу называлась тогда Клинец. Но по отрывочным сообщениям и по неопределенности слов, теперь нельзя утвердительно сказать, какой именно возвышенности было присвоено это название. |

Фрагмент з «Историко-топографических очерков древнего Киева» М. Петрова 1897 р. (мовою оригіналу, сучасна орфографія):
|  | По этой описи, к Замковой (ныне Флоровской) горе с севера прилегала гора Щекавица, с юга — гора Клинец, составляющая естественное продолжение Замковой горы, а дальше за Клинцом — гора Вздыхальная (ныне Андреевская), с третьей стороны, на запад, по направлению к церкви св. Спаса, «гора высокая так же, яко замковая». |